# Província de Rikuchū
Rikuchū (陸中国, Rikuchū no kuni) foi uma antiga província do Japão, equivalente à maior parte da atual prefeitura de Iwate, excetuando-se o Distrito de Kesen e as cidades de Rikuzentakata, Ōfunato e Kamaishi, e incluindo as cidades de Kazuno e Kosaka na prefeitura de Akita.

Província de Rikuchū

Rikuchū teve duração breve, criada na Restauração Meiji a partir da Província de Mutsu.

## História
- 7 de dezembro de 1868 (19 de janeiro de 1869 no calendário gregoriano): Rikuchū é separada de Mutsu
- 1872: Censo aponta população de 510521

## Distritos
- Isawa (胆沢郡)
- Iwai (磐井郡)
- Iwate (岩手郡)
- Esashi (江刺郡)
- Kunohe (九戸郡)
- Kazuno (鹿角郡)
- Shiwa (紫波郡)
- Hienuki (稗貫郡)
- Hei (閉伊郡)
- Waga (和賀郡)